# فازندا ویلانووا
فازندا ویلانووا (به پرتغالی: Fazenda Vilanova) یک منطقهٔ مسکونی در برزیل است که در ریو گرانده جنوبی واقع شده‌است. فازندا ویلانووا ۴٬۶۰۸ نفر جمعیت دارد.